# Joey (serie de televisión)
Joey es un spin-off de la serie de televisión Friends basado en el personaje de Joey Tribbiani interpretado por Matt LeBlanc. La serie empezó su emisión en 2004 a través de la cadena estadounidense NBC, y trata sobre la vida en Los Ángeles de Joey, junto a su hermana Gina y su sobrino Michael.

## Argumento
Joey tiene que decir adiós a la ciudad de Nueva York y a una época en donde sus amigos eran su familia para dar la bienvenida a la ciudad de Los Ángeles. Después de reunirse con su extravagante y peculiar hermana, Joey se muda con su sobrino de 20 años, un chico con el coeficiente intelectual de un genio. Lo que le falta a Joey en hábitos de lectura, lo compensa con sus habilidades con la gente, convirtiéndole en el mejor amigo que su sobrino podría soñar.
La hermana de Joey, Gina (Drea de Matteo), es una atractiva peluquera que vivía en Los Ángeles con su hijo a quien adora (o a quien molesta, dependiendo de a quién le preguntes), hasta la llegada de Joey. Cerca de los 40 años, probablemente sea más inteligente que Joey y ha sido bendecida con la hermosura de los Tribbiani lo que le permite tener una gran habilidad con los hombres. Es una mujer a veces muy inapropiada y con una debilidad especial por el alcohol. Aunque disfrutó su salvaje juventud, criar sola a su hijo ha hecho que madure. Tiene una gran relación con Joey, y aunque disfruta metiéndose con su hermano pequeño, su vínculo no puede ser más fuerte. 
Otro de los pilares en la nueva vida de Joey es su sobrino Michael (Paulo Costanzo). Descrito como atractivo, aunque no de una forma obvia, es altamente inteligente, aunque más en cuanto a teoría que a práctica, para sorpresa de su familia. Actualmente, está estudiando en la universidad aunque socialmente es un poco peculiar y se siente incómodo ante la presencia de una chica. Además, Joey tiene que lidiar con su nueva vecina Alex (Andrea Anders), una atractiva y joven abogada, inteligente pero con una baja autoestima. Actualmente está inmersa en un complicado y problemático matrimonio que intenta sobrellevar de la mejor forma posible pero que termina en divorcio. Aunque no es el tipo de mujer por el que Joey se sentiría inicialmente atraído, parece haber algo fluyendo entre ellos (aunque no lo vean) y comienzan a desarrollar una bonita amistad que termina al final en un noviazgo con posibilidades de matrimonio.

## Actores y personajes
- Matt LeBlanc como Joey Tribbiani.
- Drea de Matteo como Gina Tribbiani, hermana de Joey.
- Paulo Costanzo como Michael Tribbiani, sobrino de Joey e hijo de Gina y Jimmy.
- Andrea Anders como Alex Garret, vecina y novia de Joey.
- Jennifer Coolidge como Bobbie Morganstern, agente de Joey.
- Miguel A. Núñez, Jr. como Zack Miller, amigo de Joey.
- Adam Goldberg como Jimmy Costa, amigo de Joey y exmarido de Gina.
- Richard F. Whiten como Jack.

## Lista de cameos
A lo largo de la primera temporada desfilaron por la serie bastantes personajes famosos:
- Peter Stormare como Viktor.
- Kelly Preston como Donna Di Gregorio.
- Danny Nucci como Ron.
- Bob Saget como él mismo.
- Lucy Liu como Lauren Beck.
- Brent Spiner como él mismo.
- Jay Leno como él mismo.
- Christina Ricci como Mary Therese Tribbiani.
- Carmen Electra como ella misma.

A lo largo de la segunda temporada también aparecen más personajes famosos:
- Kevin Smith como él mismo.
- Alan Thicke como él mismo.
- Coolio como él mismo.
- Louie Anderson como él mismo.
- Dave Foley como él mismo.
- Phil Gordon como él mismo.
- Cindy Margolis como ella misma.
- Ellen DeGeneres como ella misma.
- Jennifer Aniston como Rachel Green.
- Courteney Cox como Monica Geller.
- Lisa Kudrow como Phoebe Buffay.
- Matthew Perry como Chandler Bing.
- David Schwimmer como Ross Geller.

## Música
La canción de la serie  es Sunny Hours, interpretado por la banda Long Beach Dub Allstars. A lo largo de las dos temporadas de la serie, se pueden escuchar otros temas conocidos.

## Emisión internacional
- Joey se estrenó en Estados Unidos en septiembre de 2004 como la gran apuesta de NBC. Empezó con unos grandes registros, con más de 18 millones de espectadores, pero semana a semana fue cayendo hasta los 12 millones, incluso a finales de la temporada cayendo hasta los 8 millones. Aun así NBC decidió renovarla por una 2.ª temporada, que se estrenó en octubre de 2005 manteniendo los 8 millones de espectadores, pero bajando hasta los 6 millones, así que NBC le dio un descanso de dos meses, periodo tras el cual la serie volvió con un cambio de horario y tuvo solo 4 millones de espectadores, por lo que NBC decidió cancelar la serie, dándole un final definitivo.

- En España, Cuatro estrenó Joey en la Nochebuena de 2005 en horario de las 14:30, empezó con un resultado discreto, así que Cuatro decidió emitir la serie sólo los domingos a las 14:30, pero los resultados seguían iguales, por lo que la emisora decidió trasladarla a las 13:50, tras lo cual los resultados subieron. Tras 17 capítulos emitidos, Cuatro retiró la serie. En mayo de 2006 decidió recuperarla desde el primer capítulo los sábados y domingos a las 15:00, y los resultados seguían igual, así que a los 17 capítulos emitidos (repetidos) volvió de nuevo a retirarla. En enero de 2007 Cuatro volvió a emitir la serie desde el primer capítulo de lunes a viernes a las 15:00, los resultados fueron mejores, incluso aceptables, por eso la cadena emitió las 2 temporadas completas con aceptables audiencias. Tras ello empezó a reponer la serie varias veces, manteniendo la audiencia.
  - Desde lunes 11 de septiembre de 2017 de lunes a viernes no festivos se emitió en Neox a las 15:20 un capítulo de Joey y a continuación 3 capítulos de Friends. Desde la emisión del último capítulo de Joey se pasaron a emitir desde las 15:20 4 capítulos de Friends reponiéndose una y otra vez.